# 주보고타 퀘벡 정부 대표부
주보고타 퀘벡 정부 대표부(프랑스어: Délégation générale du Québec à Bogota, 영어: Quebec Government Office in Bogota, 스페인어: Oficina de Québec en Bogotá) 또는 주콜롬비아 퀘벡 정부 대표부는 콜롬비아 보고타에 위치한 퀘벡 정부 대표부이다. 2022년에 정식 개관했으며 사무국 지위를 갖고 있다.
주보고타 퀘벡 정부 대표부는 캐나다 퀘벡주와 콜롬비아 간의 관계 발전에 기여한다. 대표부는 콜롬비아에서 사업을 원하는 퀘벡주의 기업들과의 연락을 제공하고 콜롬비아의 문화, 교육, 무역, 혁신, 관광 분야에서의 협력을 지원한다.

## 같이 보기
- 퀘벡 정부 대표부